# Solrinnes
Solrinnes est une commune française située dans le département du Nord, en région Hauts-de-France.

## Géographie

### Description
Solrinnes est un village rural de l'Avesnois dans le département du nord, limitrophe de Solre-le-Château et situé à 12 km au sud-est de Maubeuge, 6 km à vol d'oiseau de la frontière franco-belge, 35 km au sud-ouest de Charleroi, 25 km au nord-est de Chimay et 14 km au nord-est d'Avesnes-sur-Helpe.
La commune est membre du  parc naturel régional de l'Avesnois.

### Communes limitrophes
| Choisies  | Aibes        | Bérelles         |
| Dimechaux | Solrinnes    | Eccles           |
|           | Lez-Fontaine | Solre-le-Château |

### Hydrographie

#### Réseau hydrographique
La commune est située dans le bassin Artois-Picardie. Elle est drainée par la Solre, le ruisseau du Grand Pré, le Courant entre les bois et le ruisseau de l'écrevisse,,.
La Solre, d'une longueur de 22 km, prend sa source dans la commune de Solre-le-Château et se jette  dans la Sambre canalisée à Rousies, après avoir traversé dix communes. Les caractéristiques hydrologiques de la Solre sont données par la station hydrologique située sur la commune. Le débit moyen mensuel est de 0,839 m3/s. Le débit moyen journalier maximum est de 14,7 m3/s, atteint lors de la crue du 11 mars 2008. Le débit instantané maximal est quant à lui de 37,6 m3/s, atteint le 23 juin 2016.

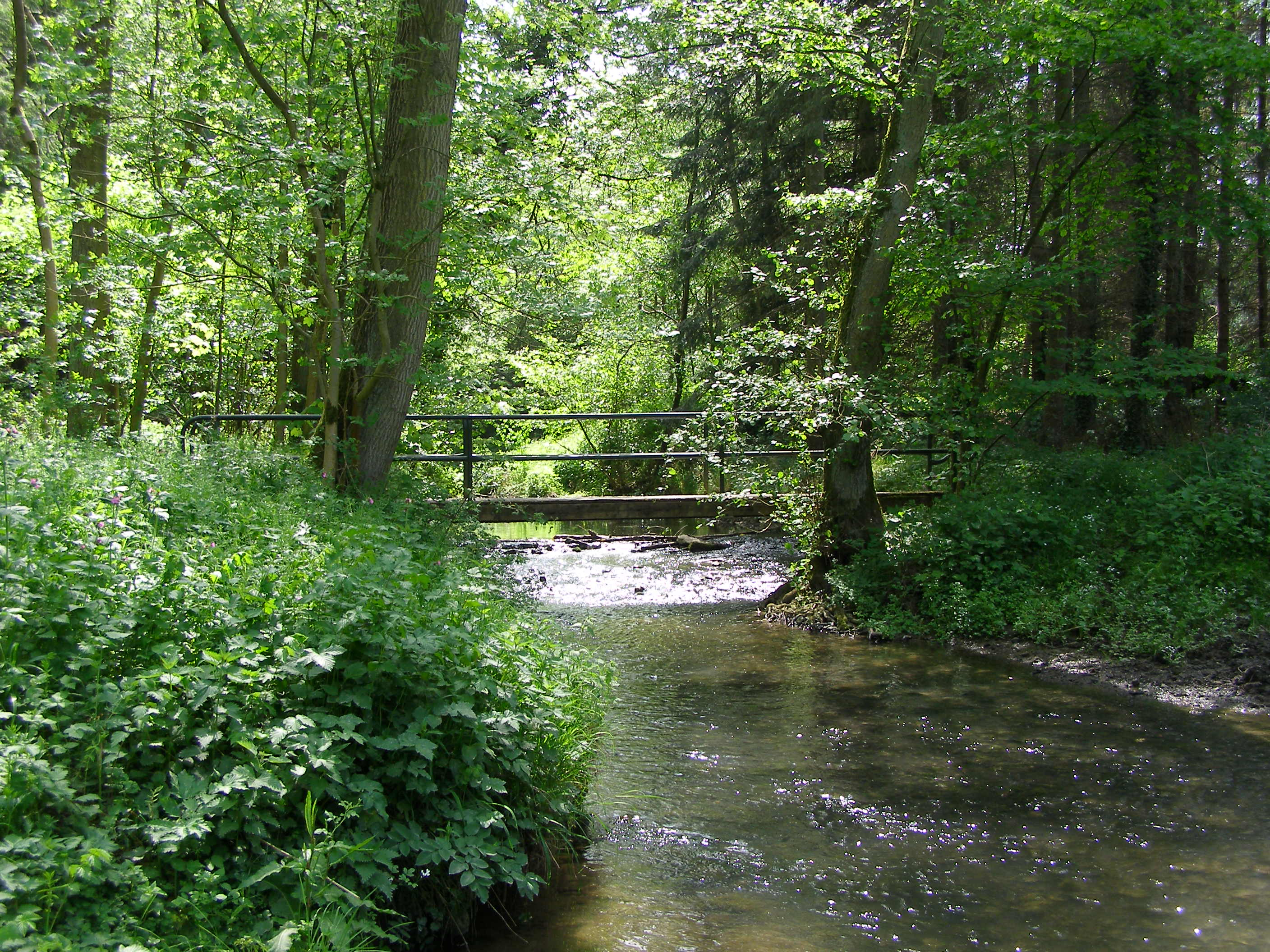
La Solre
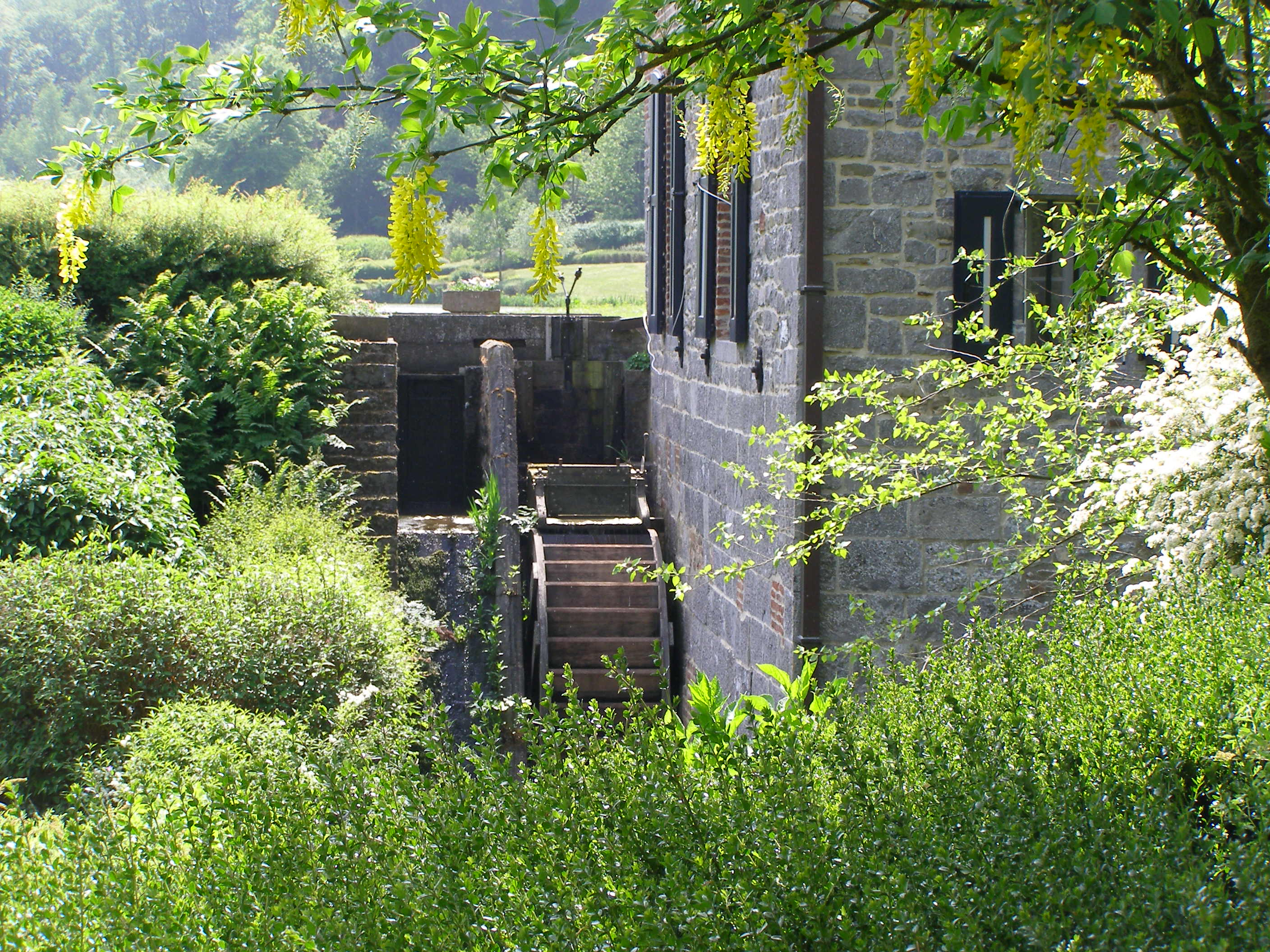
L'ancien moulin de Reumont, sur la Solre

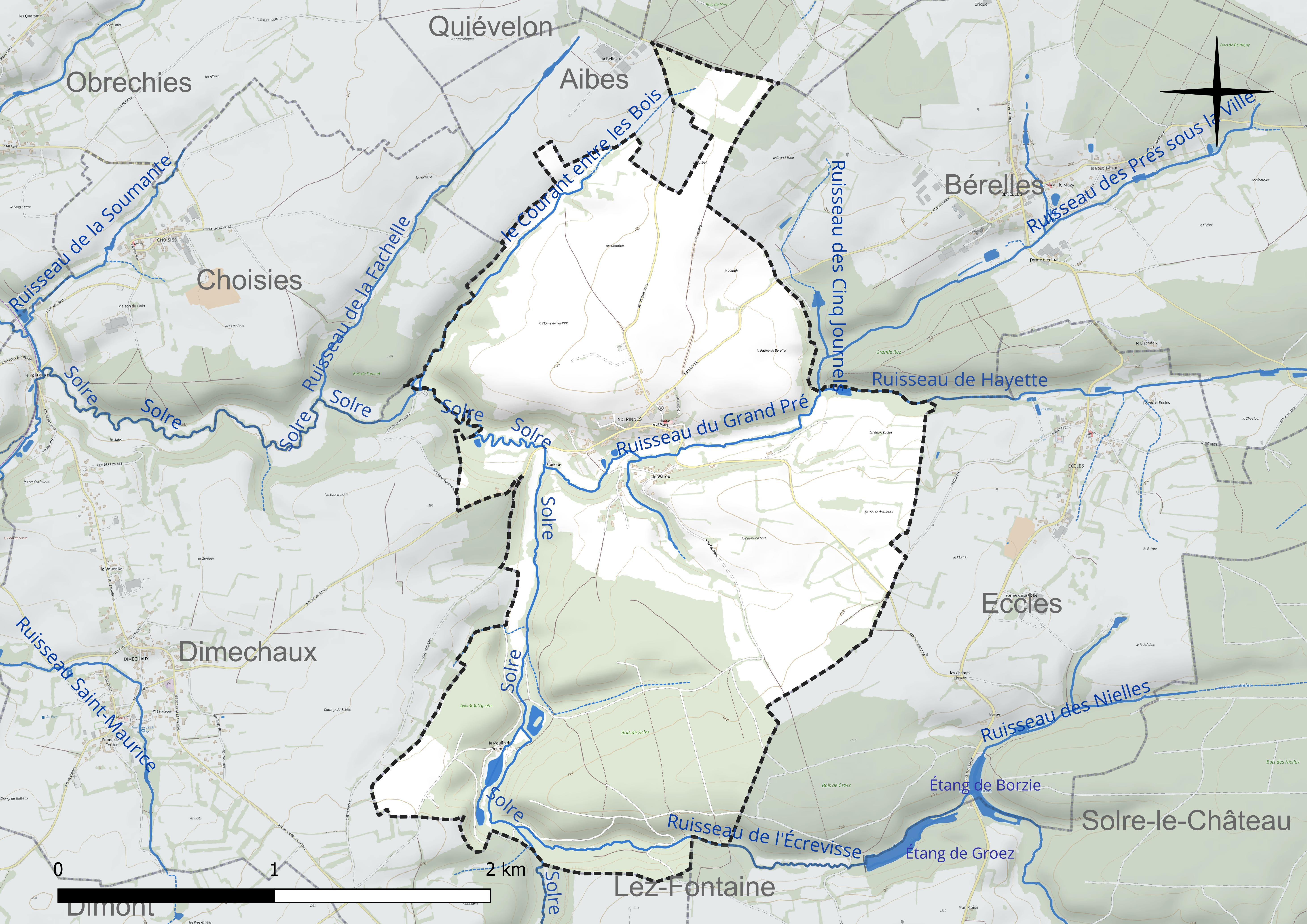
Réseau hydrographique de Solrinnes.

#### Gestion et qualité des eaux
Le territoire communal est couvert par le schéma d'aménagement et de gestion des eaux (SAGE) « Sambre ». Ce document de planification concerne un territoire de 1 253 km2 de superficie, délimité par le bassin versant de la Sambre. Le périmètre a été arrêté le 1er novembre 2003 et le SAGE proprement dit a été approuvé le 21 septembre 2012, puis modifié le 18 août 2022. La structure porteuse de l'élaboration et de la mise en œuvre est le syndicat mixte du Parc naturel régional de l'Avesnois.
La qualité des cours d'eau peut être consultée sur un site dédié géré par les agences de l'eau et l'Agence française pour la biodiversité.

### Climat
Pour des articles plus généraux, voir Climat des Hauts-de-France et Climat du Nord.
En 2010, le climat de la commune est de type climat des marges montargnardes, selon une étude du CNRS s'appuyant sur une série de données couvrant la période 1971-2000. En 2020, Météo-France publie une typologie des climats de la France métropolitaine dans laquelle la commune est exposée à un climat océanique altéré et est dans la région climatique Nord-est du bassin Parisien, caractérisée par un ensoleillement médiocre, une pluviométrie moyenne régulièrement répartie au cours de l'année et un hiver froid (3 °C).
Pour la période 1971-2000, la température annuelle moyenne est de 9,7 °C, avec une amplitude thermique annuelle de 15,1 °C. Le cumul annuel moyen de précipitations est de 915 mm, avec 12,9 jours de précipitations en janvier et 9,9 jours en juillet. Pour la période 1991-2020, la température moyenne annuelle observée sur la station météorologique la plus proche, située sur la commune de Saint-Hilaire-sur-Helpe à 15 km à vol d'oiseau, est de 10,5 °C et le cumul annuel moyen de précipitations est de 802,4 mm,. Pour l'avenir, les paramètres climatiques de la commune estimés pour 2050 selon différents scénarios d'émission de gaz à effet de serre sont consultables sur un site dédié publié par Météo-France en novembre 2022.

## Urbanisme
Solrinnes est un village donc aucune maison n'est mitoyenne avec une autre : toutes sont séparées par des jardins.

### Typologie
Au 1er janvier 2024, Solrinnes est catégorisée commune rurale à habitat dispersé, selon la nouvelle grille communale de densité à sept niveaux définie par l'Insee en 2022.
Elle est située hors unité urbaine. Par ailleurs la commune fait partie de l'aire d'attraction de Maubeuge (partie française), dont elle est une commune de la couronne,. Cette aire, qui regroupe 65 communes, est catégorisée dans les aires de 50 000 à moins de 200 000 habitants,.

### Occupation des sols
L'occupation des sols de la commune, telle qu'elle ressort de la base de données européenne d'occupation biophysique des sols Corine Land Cover (CLC), est marquée par l'importance des territoires agricoles (61,8 % en 2018), une proportion sensiblement équivalente à celle de 1990 (61,6 %). La répartition détaillée en 2018 est la suivante : 
forêts (38,2 %), terres arables (35 %), prairies (21,7 %), zones agricoles hétérogènes (5,1 %). L'évolution de l'occupation des sols de la commune et de ses infrastructures peut être observée sur les différentes représentations cartographiques du territoire : la carte de Cassini (XVIIIe siècle), la carte d'état-major (1820-1866) et les cartes ou photos aériennes de l'IGN pour la période actuelle (1950 à aujourd'hui).

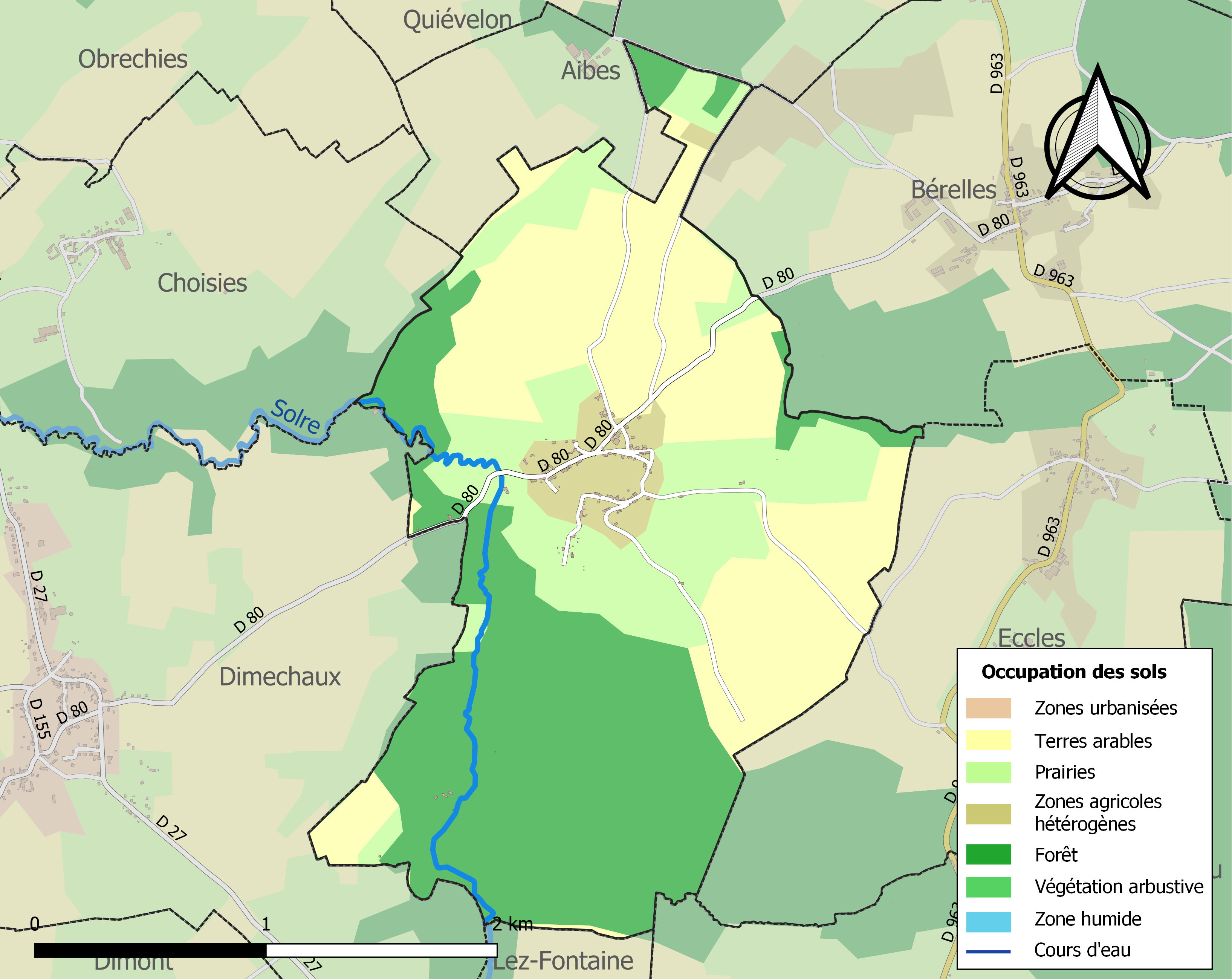
Carte des infrastructures et de l'occupation des sols de la commune en 2018 (CLC).

### Lieux-dits, hameaux et écarts

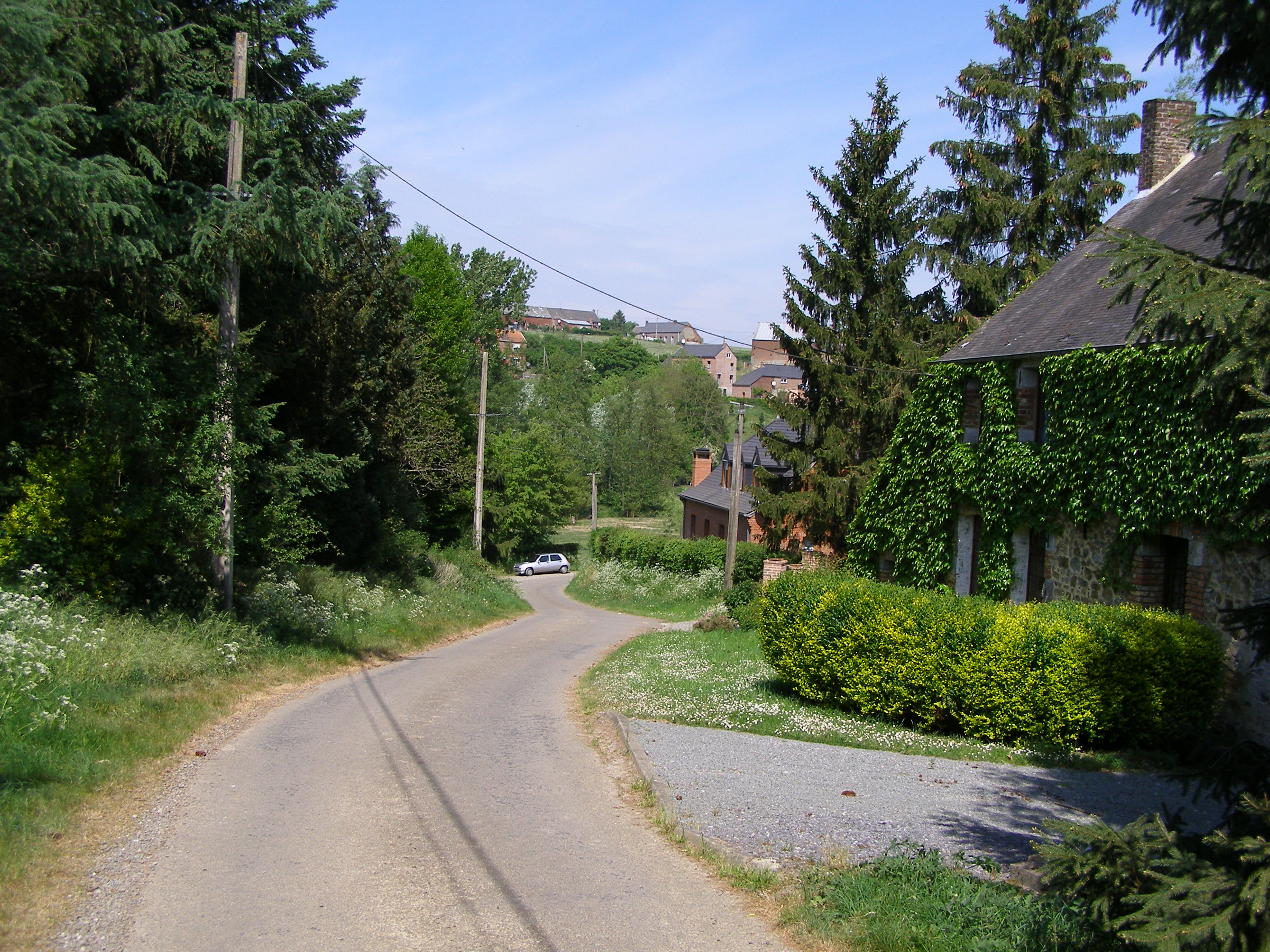
Le Warou.

La commune compte plusieurs hameaux et écarts, dont le Warou, la Foulerie, le Moulin de Réaumont  et le Moulin Collart

### Habitat et logement
En 2019, le nombre total de logements dans la commune était de 62, alors qu'il était de 61 en 2014 et de 56 en 2009.
Parmi ces logements, 90,4 % étaient des résidences principales, 5,8 % des résidences secondaires et 3,9 % des logements vacants. Ces logements étaient pour 100 % d'entre eux des maisons individuelles et pour 0 % des appartements.
Le tableau ci-dessous présente la typologie des logements à Solrinnes en 2019 en comparaison avec celle du Nord et de la France entière. Une caractéristique marquante du parc de logements est ainsi une proportion de résidences secondaires et logements occasionnels (5,8 %) supérieure à celle du département (1,6 %) et à celle de la France entière (9,7 %). Concernant le statut d'occupation de ces logements, 87,7 % des habitants de la commune sont propriétaires de leur logement (90,7 % en 2014), contre 54,7 % pour le Nord et 57,5 pour la France entière.
| Typologie                                               | Solrinnes | Nord | France entière |
| ------------------------------------------------------- | --------- | ---- | -------------- |
| Résidences principales (en %)                           | 90,4      | 90,6 | 82,1           |
| Résidences secondaires et logements occasionnels (en %) | 5,8       | 1,6  | 9,7            |
| Logements vacants (en %)                                | 3,9       | 7,8  | 8,2            |

## Toponymie
La localité a été dénommée Solrinae en 1083, Sorrines auXIIe siècle, Soirinnes au XIVe siècle, Solrinnes, Solrines, Solreines au XVIIIe siècle ainsi que Sorrennes.
Le nom du village dérive manifestement de celui de la rivière qui y passe, la Solre.

## Histoire

### Moyen Âge
Une charte de 1083 de Gérard II. évêque de Cambrai stipule que tout habitant de Solrinnes ayant fait quelques libéralités au monastère d'Hautmont pourrait s'y faire enterrer après sa mort.
L'abbaye d'Aulne a reçu en donation de Nicolas de la Flamgerie au XIIe siècle des biens et revenus à Solrinnes. L'abbaye de Liessies y disposait d'autres biens, dont le moulin de Reumont.
Solrinnes est instituée en paroisse en 1186 conjointement avec Eccles. Elle dépendait du décanat de Maubeuge.

### Époque contemporaine

#### Première Guerre mondiale
Les allemands arrivent dans le village de Solrinnes le mercredi 26 août 1914. Le village est  en zone occupée jusque début novembre 1918[réf. nécessaire].

## Politique et administration

### Rattachements administratifs et électoraux

#### Rattachements administratifs
La commune se trouve  dans l'arrondissement d'Avesnes-sur-Helpe du département du Nord.
Elle faisait partie depuis 1793 du canton de Solre-le-Château. Dans le cadre du redécoupage cantonal de 2014 en France, cette circonscription administrative territoriale a disparu, et le canton n'est plus qu'une circonscription électorale.

#### Rattachements électoraux
Pour les élections départementales, la commune fait partie depuis 2014 du canton de Fourmies
Pour l'élection des députés, elle fait partie de la troisième circonscription du Nord.

### Intercommunalité
Solrinnes était membre de la communauté de communes des vallées de la Solre, de la Thure et de l'Helpe, un établissement public de coopération intercommunale (EPCI) à fiscalité propre créé en 1993 et auquel la commune avait transféré un certain nombre de ses compétences, dans les conditions déterminées par le code général des collectivités territoriales.
Cette intercommunalité a fusionné avec ses voisines pour former, le 1er janvier 2012, la communauté de communes du Cœur de l'Avesnois dont est désormais membre la commune.

### Liste des maires
Maire en 1807 : Legros.
| Période                                  | Période                         | Identité                        | Étiquette | Qualité                            |
| ---------------------------------------- | ------------------------------- | ------------------------------- | --------- | ---------------------------------- |
| Les données manquantes sont à compléter. |                                 |                                 |           |                                    |
| avant 1802-1803                          |                                 | Philippe Rondeau                |           |                                    |
| Les données manquantes sont à compléter. |                                 |                                 |           |                                    |
| 1995                                     | mars 2008                       | Jean-Pierre Poulain             |           | Avocat                             |
| mars 2008                                | mai 2020                        | Didier Corbinaud                |           | Militaire retraité                 |
| mai 2020                                 | mai 2022                        | Carole Dhoudain (Carole Rivart) |           | Profession libérale Démissionnaire |
| mai 2022,                                | En cours (au 13 septembre 2022) | Rémi Le Rouzic                  |           | Professeur d'Histoire-géographie   |

## Population et société

### Démographie

#### Évolution démographique
L'évolution du nombre d'habitants est connue à travers les recensements de la population effectués dans la commune depuis 1793. Pour les communes de moins de 10 000 habitants, une enquête de recensement portant sur toute la population est réalisée tous les cinq ans, les populations de référence des années intermédiaires étant quant à elles estimées par interpolation ou extrapolation. Pour la commune, le premier recensement exhaustif entrant dans le cadre du nouveau dispositif a été réalisé en 2005.

En 2022, la commune comptait 143 habitants, en évolution de +5,15 % par rapport à 2016 (Nord : +0,51 %, France hors Mayotte : +2,11 %).
| 1793 | 1800 | 1806 | 1821 | 1831 | 1836 | 1841 | 1846 | 1851 |
| ---- | ---- | ---- | ---- | ---- | ---- | ---- | ---- | ---- |
| 116  | 109  | 139  | 171  | 191  | 219  | 220  | 230  | 246  |

| 1856 | 1861 | 1866 | 1872 | 1876 | 1881 | 1886 | 1891 | 1896 |
| ---- | ---- | ---- | ---- | ---- | ---- | ---- | ---- | ---- |
| 231  | 211  | 174  | 155  | 160  | 171  | 176  | 157  | 150  |

| 1901 | 1906 | 1911 | 1921 | 1926 | 1931 | 1936 | 1946 | 1954 |
| ---- | ---- | ---- | ---- | ---- | ---- | ---- | ---- | ---- |
| 135  | 127  | 125  | 122  | 137  | 139  | 105  | 111  | 131  |

| 1962 | 1968 | 1975 | 1982 | 1990 | 1999 | 2005 | 2006 | 2010 |
| ---- | ---- | ---- | ---- | ---- | ---- | ---- | ---- | ---- |
| 105  | 74   | 87   | 112  | 104  | 96   | 117  | 118  | 125  |

| 2015 | 2020 | 2022 | - | - | - | - | - | - |
| ---- | ---- | ---- | - | - | - | - | - | - |
| 136  | 141  | 143  | - | - | - | - | - | - |

#### Pyramide des âges
La population de la commune est relativement jeune.
En 2018, le taux de personnes d'un âge inférieur à 30 ans s'élève à 34,8 %, soit en dessous de la moyenne départementale (39,5 %). À l'inverse, le taux de personnes d'âge supérieur à 60 ans est de 19,8 % la même année, alors qu'il est de 22,5 % au niveau départemental.
En 2018, la commune comptait 70 hommes pour 67 femmes, soit un taux de 51,09 % d'hommes, largement supérieur au taux départemental (48,23 %).
Les pyramides des âges de la commune et du département s'établissent comme suit.
| Hommes | Classe d’âge | Femmes |
| ------ | ------------ | ------ |
| 0,0    | 90 ou +      | 1,4    |
| 5,6    | 75-89 ans    | 10,1   |
| 11,1   | 60-74 ans    | 11,6   |
| 30,6   | 45-59 ans    | 27,5   |
| 19,4   | 30-44 ans    | 13,0   |
| 12,5   | 15-29 ans    | 13,0   |
| 20,8   | 0-14 ans     | 23,2   |

| Hommes | Classe d’âge | Femmes |
| ------ | ------------ | ------ |
| 0,5    | 90 ou +      | 1,4    |
| 5,3    | 75-89 ans    | 8,1    |
| 14,8   | 60-74 ans    | 16,2   |
| 19,1   | 45-59 ans    | 18,4   |
| 19,5   | 30-44 ans    | 18,7   |
| 20,7   | 15-29 ans    | 19,1   |
| 20,2   | 0-14 ans     | 18     |

## Culture locale et patrimoine

### Lieux et monuments

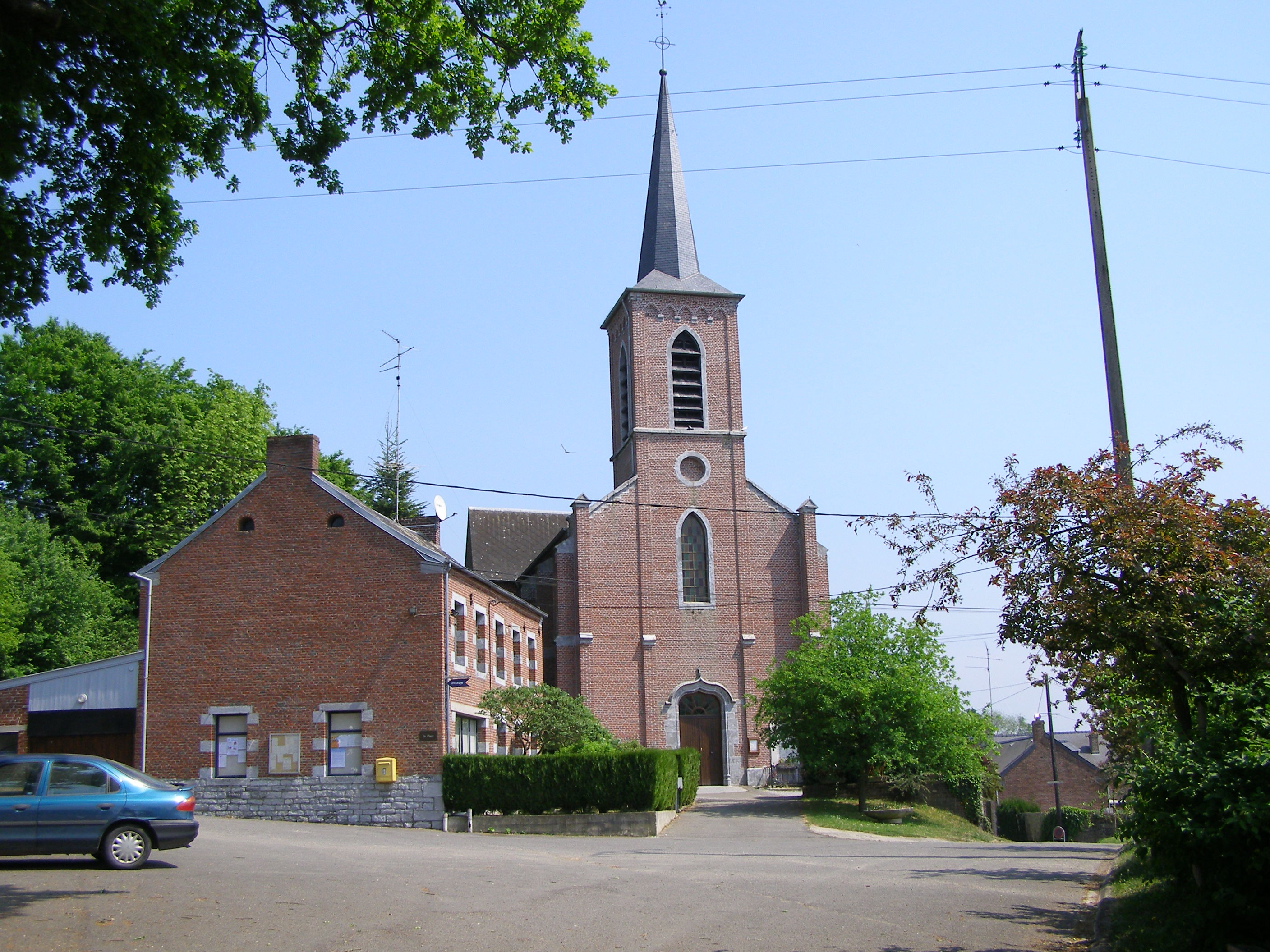
La mairie et l'église.

- Le moulin de Reumont, construit au XVIe siècle, ancienne propriété de l' abbaye de Liessies, et son étang de retenue, où, dit-on, les grenouilles ne coassent pas[35]...
- Solrinnes est travées par le sentier de grande randonnée de pays (GRP) du Grand tour de l'Avessnois ainsi que par un sentier Promenade et randonnée (PR).

### Héraldique
| Blason de Solrinnes | Blason  | Écartelé : aux 1 et 4, d'argent à trois fasces de gueules ; aux 2 et 3, d'argent à trois doloires de gueules, les deux du chef adossées. |
| Blason de Solrinnes | Détails | Le statut officiel du blason reste à déterminer.                                                                                         |

## Pour approfondir